# Politique en Guinée équatoriale
La Guinée équatoriale est une république à régime présidentiel où le président de la République est le chef de l'État et le Premier ministre le chef du gouvernement.

## Pouvoir exécutif

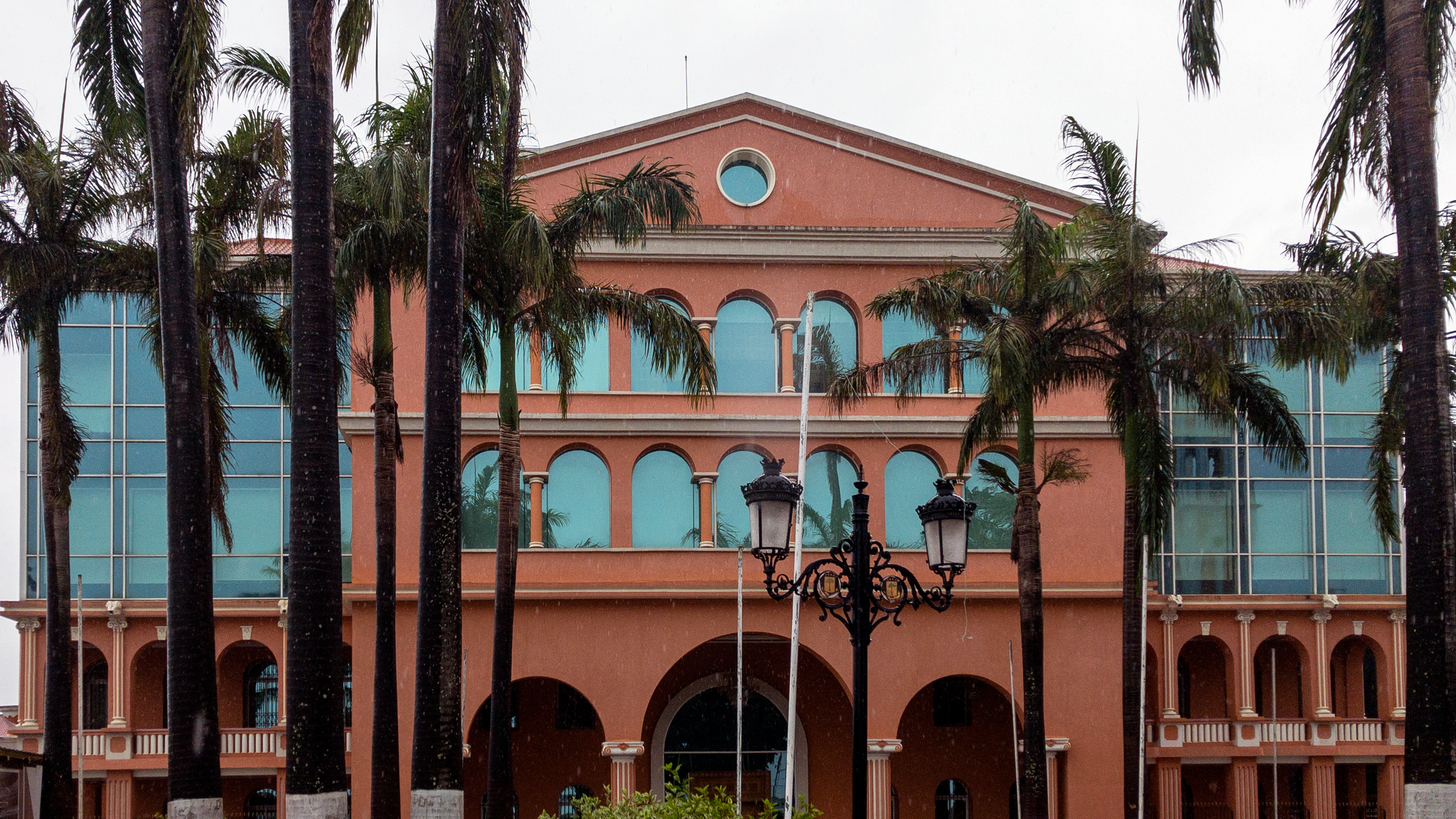
Palais présidentiel de Guinée équatoriale à Malabo

Le président de la République est élu au suffrage universel pour un mandat de sept ans. La constitution de 1982 lui accorde de larges pouvoirs; il peut ainsi nommer et renvoyer les ministres, modifier des lois ou en introduire de nouvelles par décret et dissoudre le parlement.
Le Premier ministre est nommé par le président de la République. Il coordonne les activités du gouvernement, sauf dans les domaines des affaires étrangères, de la défense nationale et de la sécurité.

## Pouvoir législatif
Le parlement (chambre des représentants du peuple) est jusqu'en 2013 monocaméral, comptant 100 membres élus pour cinq ans à la proportionnelle dans des circonscriptions à sièges multiples.
Depuis 2013, le parlement est bicaméral. Il est composé de la Chambre des députés et du Sénat.

## Partis politiques et élections
La Guinée équatoriale est un État multipartite depuis 1991, où le Parti démocratique de Guinée équatoriale détient le pouvoir. D’autres formations mineures sont autorisées, mais à la condition de reconnaître la seule autorité du PDGE.

### Élection présidentielle
Teodoro Obiang Nguema Mbasogo remporta l’élection présidentielle du 24 avril 2016 avec 93,53 % des voix.
| Candidat                  | Candidat                      | Parti                                    | Voix    | %     |
| ------------------------- | ----------------------------- | ---------------------------------------- | ------- | ----- |
|                           | Teodoro Obiang Nguema Mbasogo | Parti démocratique de Guinée équatoriale | 271 177 | 93,53 |
|                           | Avelino Mocache Mehenga       | Union de centre droit                    | 4 556   | 1,57  |
|                           | Buenaventura Monsuy Asumu     | Coalition social démocrate               | 4 417   | 1,53  |
|                           | Benedicto Obian Mangue        | Indépendant                              | 2 802   | 0,97  |
|                           | Carmelo Mba Bakalé            | Action populaire                         | 2 415   | 0,83  |
|                           | Agustín Masoko Abegue         | Indépendant                              | 2 412   | 0,83  |
|                           | Tomás Mba Monabang            | Indépendant                              | 2 154   | 0,74  |
|                           |                               |                                          |         |       |
| Votes valides             | Votes valides                 | Votes valides                            | 289 933 | 96,07 |
| Votes blancs ou invalides | Votes blancs ou invalides     | Votes blancs ou invalides                | 11 864  | 3,93  |
| Total                     | Total                         | Total                                    | 301 797 | 100   |
| Abstention                | Abstention                    | Abstention                               | 23 751  | 7,30  |
| Inscrits/Participation    | Inscrits/Participation        | Inscrits/Participation                   | 325 548 | 92,70 |

### Élections législatives
|                                   |                                                 |                |                |                |                |           |               |  |  |
|                                   |                                                 |                |                |                |                |           |               |  |  |
| Partis                            | Partis                                          | Voix           | %              | Députés        | +/-            | Sénateurs | +/-           |  |  |
|                                   | Parti démocratique de Guinée équatoriale (PDGE) | 250 260        | 92,00          | 99             | en stagnation  | 55        | 1             |  |  |
|                                   | Citoyens pour l'innovation (CI)                 | 15 696         | 5,77           | 1              | Nv             | 0         | Nv            |  |  |
|                                   | Convergence pour la démocratie sociale (CPDS)   | 6 066          | 2,23           | 0              | 1              | 0         | 1             |  |  |
|                                   | Membres nommés                                  | Membres nommés | Membres nommés | Membres nommés | Membres nommés | 15        | en stagnation |  |  |
|                                   |                                                 |                |                |                |                |           |               |  |  |
| Votes valides                     | Votes valides                                   | 272 022        | 99,46          |                |                |           |               |  |  |
| Votes blancs                      | Votes blancs                                    | 576            | 0,21           |                |                |           |               |  |  |
| Votes invalides                   | Votes invalides                                 | 904            | 0,33           |                |                |           |               |  |  |
| Total                             | Total                                           | 273 502        | 100            | 100            | en stagnation  | 70        | en stagnation |  |  |
| Abstentions                       | Abstentions                                     | 52 053         | 15,99          |                |                |           |               |  |  |
| Nombre d'inscrits / participation | Nombre d'inscrits / participation               | 325 555        | 84,01          |                |                |           |               |  |  |

## Pouvoir judiciaire
La Cour suprême est la plus haute instance judiciaire du pays. Ses juges sont nommés par le Président. Aux instances inférieures se trouvent les cours d’appel et les tribunaux locaux.
Le droit coutumier tient une place importante, lorsqu’il n’entre pas en conflit avec la loi écrite. Le système judiciaire combine des éléments de justice civile, traditionnelle et militaire et ne dispose pas de cadre procédural clair.